# Yüksek Sadakat
Yüksek Sadakat je turecká rocková kapela, která vznikla v roce 1997 a založil ji Kutlu Özmakinacı.
Skupina se stala populární na začátku roku 2006 s jejich stejnojmenným albem. Zakladatel a baskytarista skupiny Kutlu Özmakinacı, který býval redaktorem hudebního časopisu Blue Jean.
Jejich hudba je mixem pop rocku se silnými rytmy využívajícími turecké nástroje, klávesy a kytarová sóla.
Název kapely je doslovným překladem termínu "Hi-Fi" do turečtiny.
Dne 1. ledna 2011 bylo oznámeno, že kapela bude reprezentovat Turecko na Eurovision Song Contest 2011 s písní "Live It Up". Do finále nepostoupili, čímž se stali prvním tureckým počinem, který se od zavedení semifinálových kol, čili od roku 2004, do finále nekvalifikoval.

## Alba
- 2006: Yüksek Sadakat
- 2008: Katil & Maktûl
- 2011: Renk Körü

## Videoklipy
- Belki Üstümüzden Bir Kuş Geçer (2005)
- Kafile (2005)
- Aklımın İplerini Saldım (2005)
- Ask Durducka (2008)
- Haydi gel icelim (2009)
- Sana Aşık Yalnız Ben (2011)
- Live It Up (2011)
- Fener (2013)